# Armatocereus godingianus
Armatocereus godingianus ist eine Pflanzenart in der Gattung Armatocereus aus der Familie der Kakteengewächse (Cactaceae). Das Artepitheton godingianus ehrt den USA-Generalkonsul F. W. Goding aus Guayaquil (Ecuador), einen Entomologen, der Joseph Nelson Rose bei dessen botanischen Forschungen in Ecuador half.

## Beschreibung
Armatocereus godingianus wächst strauchig oder baumförmig mit zahlreichen ausgebreiteten Trieben und erreicht Wuchshöhen von bis zu 10 Meter. Häufig wird ein glatter Stamm von bis zu 1,5 Meter Höhe und einem Durchmesser von 15 bis 50 Zentimeter ausgebildet. Die dunkelgrünen Triebe sind in 30 bis 60 Zentimeter lange Segmente mit einem Durchmesser von 7 bis 10 Zentimeter gegliedert, die an ihrer Basis am dicksten sind. Es sind sieben bis elf durch tiefe Einschnitte voneinander getrennte Rippen vorhanden, die 1,5 bis 2,5 Zentimeter hoch sind. Die 15 bis 25 nadeligen, biegsamen, braunen oder gelben Dornen vergrauen später und sind in alle Richtungen ausgebreitet. Sie weisen eine Länge von 1 bis 5 Zentimeter auf.
Die weißen Blüten stehen waagerecht ab. Sie sind 7 bis 9 Zentimeter lang und weisen einen Durchmesser von 5 bis 7 Zentimeter auf. Die eiförmigen Früchte sind anfangs grün und werden später braun. Sie sind 6 bis 13 Zentimeter lang.

## Verbreitung, Systematik und Gefährdung
Armatocereus godingianus  ist in Ecuador in der Provinz Chimborazo entlang des Río Chanchán sowie in der Provinz Azuay in Höhenlagen von 1200 bis 2300 Metern verbreitet.
Die Erstbeschreibung als Lemaireocereus godingianus erfolgte 1920 durch Nathaniel Lord Britton und Joseph Nelson Rose. Edward James Salisbury stellte die Art 1947 in die Gattung Armatocereus. Ein weiteres nomenklatorisches Synonym ist Armatocereus godingianus (Britton & Rose) Backeb. (1938).
Es werden folgende Unterarten unterschieden:
- Armatocereus godingianus subsp. godingianus
- Armatocereus godingianus subsp. brevispinus (Madsen) D.R.Hunt

In der Roten Liste gefährdeter Arten der IUCN wird die Art als „Least Concern (LC)“, d. h. als nicht gefährdet geführt.

## Nachweise